# Смелов, Сергей Владиславович
Сергей Владиславович Смелов (20 мая 1969, Москва) — советский и российский футболист, выступавший на позиции вратаря. Сыграл 7 матчей в высшей лиге России.

## Биография
Воспитанник футбольной школы московского «Динамо». На взрослом уровне начал выступать в 1987 году в составе резервной команды «Динамо», игравшей во второй лиге. В 1990 году вместе с группой московских футболистов был приглашён в сухумское «Динамо», дебютировавшее в первой лиге, и провёл в команде два сезона.
После распада СССР присоединился к камышинскому «Текстильщику», игравшему в высшей лиге России. Дебютный матч на высшем уровне сыграл 29 марта 1992 года против «Динамо-Газовика» и оставил ворота в неприкосновенности. Начинал сезон в качестве основного вратаря команды, но со временем уступил место в воротах Андрею Саморукову. Всего в ходе сезона сыграл 7 матчей в высшей лиге и пропустил 7 голов.
В 1993 году перешёл в новороссийский «Черноморец», который тренировал Олег Долматов, знакомый с футболистом по совместной работе в «Динамо-2» и в Сухуми. В составе «Черноморца» становился победителем зонального турнира первой лиги в 1993 году и единой первой лиги в 1994 году. Всего принял участие в 32 матчах первой лиги, а также в двух матчах переходного турнира в конце 1993 года. По окончании сезона-1994 на сборах получил травму ахилла, из-за которой пропустил следующий год.
В 1996 году перешёл в «Химки», выступавшие в четвёртом любительском дивизионе, в первом же сезоне вместе с командой стал победителем соревнований, затем три сезона играл в составе «Химок» на профессиональном уровне. В 30-летнем возрасте принял решение завершить профессиональную карьеру и несколько лет играл за любительские команды.
После окончания спортивной карьеры работает тренером в СДЮСШОР города Химки. Работал тренером вратарей взрослой команды «Химок» в тренерском штабе Сергея Деркача (2002—2003).